# Fest der Hùng-Könige

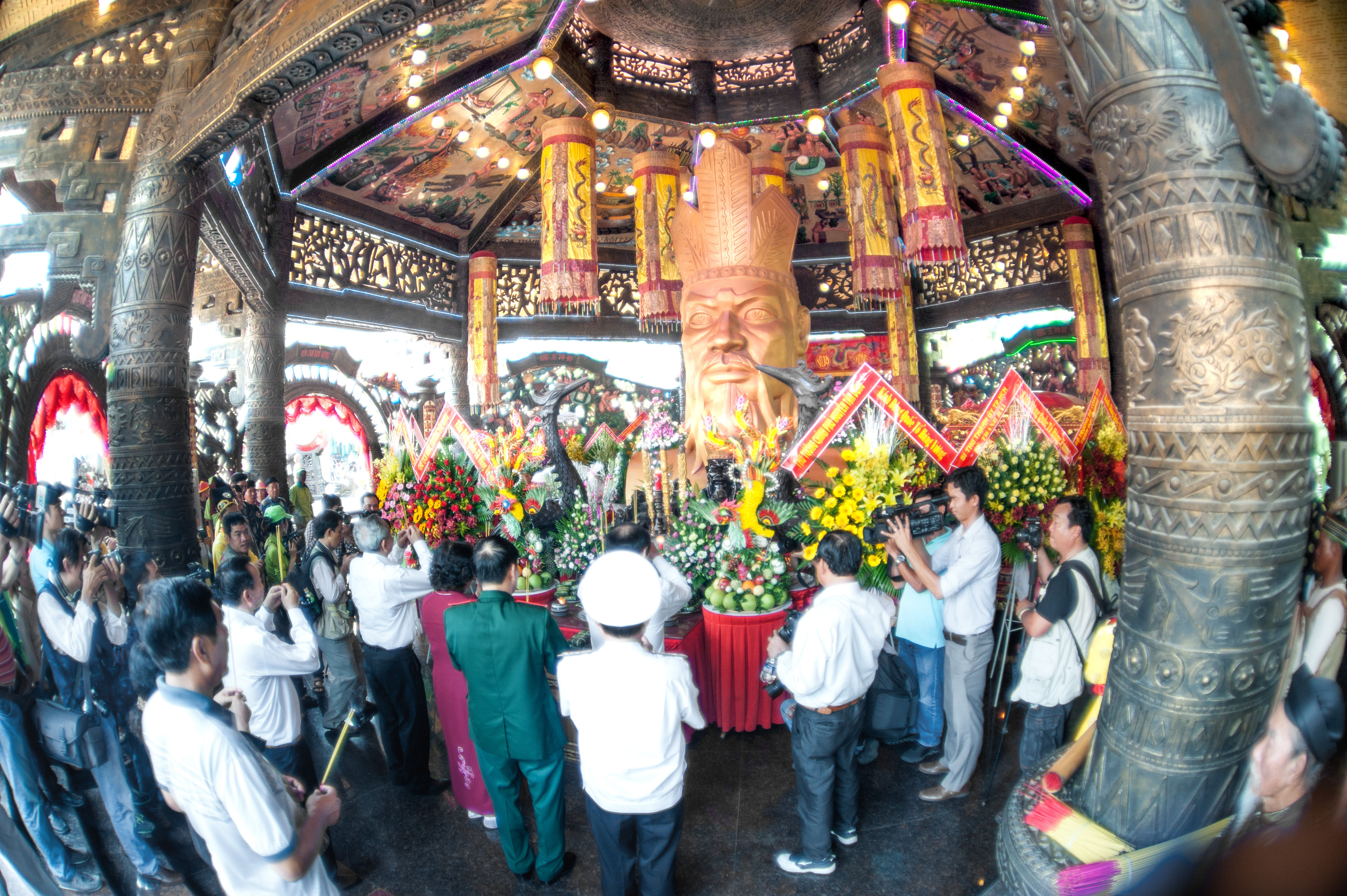
Verehrung eines Hùng-Königs

Das Fest der Hùng-Könige (vietnamesisch Giỗ Tổ Hùng Vương) ist eines der wichtigsten Feste in Vietnam und wird als ein Höhepunkt des geistlichen Lebens angesehen. Der zehnte Tag des dritten Mondmonats gilt als Gedenktag zu Ehren der legendären 18 Hùng-Könige. Sie sollen von der Urmutter Âu Cơ abstammen und gelten als Begründer des ersten vietnamesischen Reiches Văn Lang (Land der Tätowierten). Âu Cơ wird als die „Mutter der Nation“ geehrt, man glaubt, dass sie den Vietnamesen den Reisanbau, die Raupenzucht und das Weben gebracht hat.
Seit 2007 ist der Gedenktag ein nationaler Feiertag. 2012 wurde die Verehrung der Hùng-Könige von der UNESCO als Kulturerbe der Menschheit anerkannt.

## Geschichte

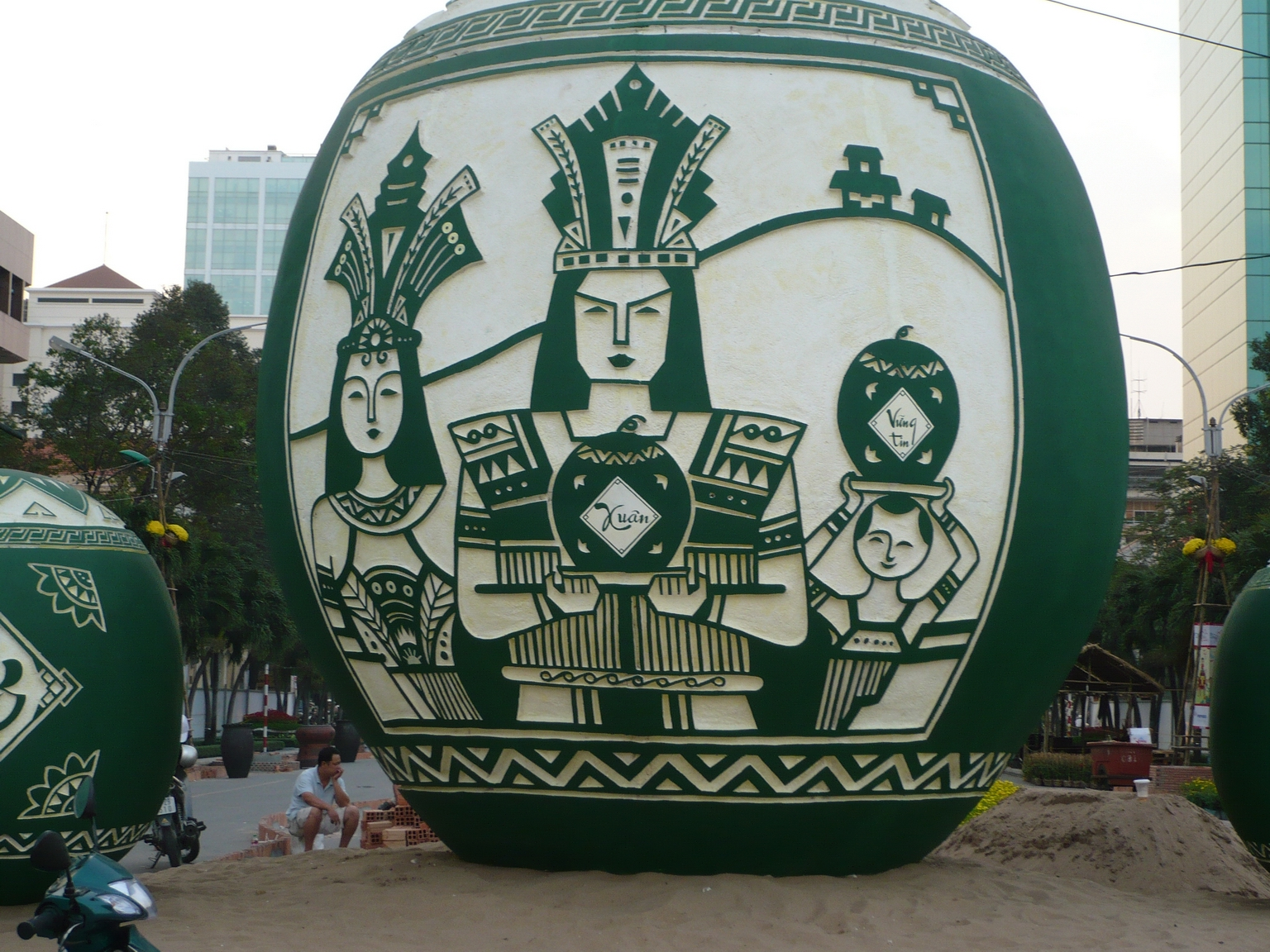
Lạc Long Quân und Âu Cơ

Die Herrschaft der Hùng-Dynastien war eine wichtige Epoche in der vietnamesischen Geschichte. In dieser Zeit wurde der Grundstein für das Land und die Kultur der Vietnamesen gelegt. Der Legende nach haben alle Vietnamesen eine gemeinsame Abstammung. Vor Tausenden Jahren hatten sich der Seedrachenkönig Lạc Long Quân und die Gebirgsfee Âu Cơ ineinander verliebt. Das Paar brachte 100 Eier zur Welt und 100 Kinder waren daraus geschlüpft. Lạc Long Quân begab sich mit seinen 50 Kindern zur Küste und lehrte sie zu fischen und Wasserreis anzubauen und zeigte ihnen, wie man den Reis in Bambusstücken kochen konnte. Âu Cơ und ihre anderen 50 Kinder drangen ins Hochland vor. Ihnen wurde beigebracht, wie man Tiere züchten und den Boden kultivieren konnte. Sie zeigte ihnen auch, wie man Häuser auf Bambusstelzen baut, um wilde Tiere abzuhalten. Die Kinder von Lạc Long Quân und Âu Cơ sollen die ersten Vietnamesen gewesen sein. Ihr erster Sohn wurde Kaiser und somit begann die Hùng-Dynastie. Die Hùng-Könige regierten das Land mehr als tausend Jahre lang. Heute nennen sich die Vietnamesen selbst die „Kinder des Drachens und der Fee“ und beziehen sich dabei auf die Blutlinie der Legende. Die Legende einigt die verschiedenen Regionen Vietnams zu einer Nation. Alle Vietnamesen sollten einander wie Brüder und Schwestern behandeln sowie ihren Stamm lieben, ehren und beschützen.

## Feierlichkeiten
Der Todestag der Hùng-Könige ist ein Nationalfeiertag und wird in Vietnam landesweit gefeiert. An diesem Tag richten alle Vietnamesen ihre Gedanken auf den Tempelkomplex zu Ehren der Hùng-Könige in der Gemeinde Hy Cương in der nordvietnamesischen Provinz Phú Thọ, wo die Hauptfeierlichkeiten stattfinden. In ganz Vietnam wurden fast 1500 Tempel zur Ehrung der Hùng-Könige eingerichtet, in der Provinz Phú Thọ – bis zu 326 Tempel.
Der Hùng-Tempel in Phú Thọ ist ein altes und heiliges architektonisches Ensemble auf der Spitze des 175 Meter hohen Berges Nghĩa Linh. Jedes Jahr pilgern Tausende Menschen, darunter auch Politiker und hochrangige Staatsmänner, dorthin, um an dem Fest teilzunehmen.
Einige uralte Rituale, wie das Bronzetrommelschlag-Fest, Umzüge und der Chưng-Kuchen-Wickel-Wettbewerb finden bereits eine Woche vor dem Festtag statt. Die Rituale zur Verehrung der Hùng-Könige wurden 2013 standardisiert. Räucherstäbchen werden im Hùng-Tempel sowie in anderen Gedenkstätten für die Hùng-Könige landesweit angezündet. Die Opfergaben sind Obst und Klebreiskuchen Chưng und Dày, weil die Hùng-Könige den Vietnamesen Reisanbau beigebracht hatten. Nach dem Gebet werden zahlreiche kulturelle Aktivitäten auf dem Gelände der Hùng-Könige-Tempel organisiert, beispielsweise der Xoan- und Ca Trù-Gesang sowie zahlreiche folkloristische Spiele. Zum Schluss des Festes gibt es auch noch ein Feuerwerk.